# Ínic
Ínic (llatí: Inycum grec antic: Ἴνυκος) va ser una ciutat de Sicília al sud-oest de l'illa i a la riba del riu Hypsas.
La llegenda la fa capital dels sicans, que governats pel rei Còcal van acollir a Dèdal, fugitiu del rei Minos de Creta. Heròdot l'esmenta com un lloc de confinament on Hipòcrates de Gela va enviar a Escites de Zancle a qui havia fet presoner. Claudi Elià diu que Escites havia nascut a Ínic.
Plató parla d'Ínic, i diu que era un poble petit, però explica que el sofista Hípies d'Elis hi va aconseguir la quantitat de 20 mines.
Més tard, sota domini romà, era una ciutat petita probablement incorporada a Selinunt com a dependència. No es menciona més, però Esteve de Bizanci encara diu que el lloc excel·lia pel seu vi.